# 녹사참군
녹사참군(录事参军/錄事參軍)은 한국과 중국의 과거 군직이다. 한국에서는 신라와 고려 때 사용되었다.